# Loco Live
Loco Live es el segundo álbum en directo de The Ramones grabado en la sala Zeleste de Barcelona los días 11 y 12 de marzo de 1991.
Existen dos versiones diferentes de Loco Live disponibles. La versión de 1991 de Chrysalis contiene 33 canciones, incluyendo "Too Tough to Die", "Don't Bust My Chops", "Palisades Park" y "Love Kills". La versión de 1992 es diferente, tanto en su portada como en el orden de las canciones, entre las cuales se reemplazan cuatro tracks "I Just Wanna Have Something to Do", "Havana Affair", "I Don't Wanna Go Down to the Basement", y la canción oculta "Carbona Not Glue". La grabación original se realizó en Barcelona, España y regrabado en los estudios Electric Lady de NYC. Este fue el primer registro de C.J con los Ramones.

## Lista de canciones
Todas las canciones fueron escritas por The Ramones excepto donde se indique lo contrario:

### 1991 Chrysalis version (CD)
| N.º | Título                                                    | Escritor(es)                                        | Duración |  |
| 1.  | «The Good, the Bad and the Ugly»                          | Ennio Morricone                                     | 1:49     |  |
| 2.  | «Durango 95»                                              | Johnny Ramone                                       | 1:59     |  |
| 3.  | «Teenage Lobotomy»                                        |                                                     | 1:32     |  |
| 4.  | «Psycho Therapy»                                          | Dee Dee Ramone, Johnny Ramone                       | 2:12     |  |
| 5.  | «Blitzkrieg Bop»                                          |                                                     | 1:44     |  |
| 6.  | «Do You Remember Rock 'n' Roll Radio?»                    |                                                     | 2:59     |  |
| 7.  | «I Believe in Miracles»                                   | Dee Dee Ramone, Daniel Rey                          | 2:51     |  |
| 8.  | «Gimme Gimme Shock Treatment»                             |                                                     | 1:18     |  |
| 9.  | «Rock 'n' Roll High School»                               |                                                     | 1:49     |  |
| 10. | «I Wanna Be Sedated»                                      |                                                     | 2:09     |  |
| 11. | «The KKK Took My Baby Away»                               | Joey Ramone                                         | 2:41     |  |
| 12. | «I Wanna Live»                                            | Dee Dee Ramone, Daniel Rey                          | 2:19     |  |
| 13. | «My Brain is Hanging Upside Down (Bonzo Goes to Bitburg)» | Dee Dee Ramone, Jean Beauvoir, Joey Ramone          | 2:52     |  |
| 14. | «Too Tough to Die»                                        | Dee Dee Ramone                                      | 2:15     |  |
| 15. | «Sheena is a Punk Rocker»                                 |                                                     | 1:47     |  |
| 16. | «Rockaway Beach»                                          |                                                     | 2:03     |  |
| 17. | «Pet Sematary»                                            | Dee Dee Ramone, Daniel Rey                          | 2:56     |  |
| 18. | «Don't Bust My Chops»                                     | Dee Dee Ramone, Joey Ramone, Daniel Rey             | 2:17     |  |
| 19. | «Palisades Park»                                          | Chuck Barris                                        | 2:12     |  |
| 20. | «Mama's Boy»                                              | Dee Dee Ramone, Johnny Ramone, Tommy Erdelyi        | 2:08     |  |
| 21. | «Animal Boy»                                              | Dee Dee Ramone, Johnny Ramone                       | 1:54     |  |
| 22. | «Wart Hog»                                                | Dee Dee Ramone, Johnny Ramone                       | 1:35     |  |
| 23. | «Surfin' Bird»                                            | Al Frazier, Sonny Harris, Carl White, Turner Wilson | 2:29     |  |
| 24. | «Cretin Hop»                                              |                                                     | 1:24     |  |
| 25. | «I Don't Wanna Walk Around with You»                      |                                                     | 1:11     |  |
| 26. | «Today Your Love, Tomorrow the World»                     |                                                     | 1:42     |  |
| 27. | «Pinhead»                                                 |                                                     | 2:39     |  |
| 28. | «Somebody Put Something in My Drink»                      | Richie Ramone                                       | 2:37     |  |
| 29. | «Beat on the Brat»                                        |                                                     | 2:14     |  |
| 30. | «Judy Is a Punk»                                          |                                                     | 1:55     |  |
| 31. | «Chinese Rock»                                            |                                                     | 2:02     |  |
| 32. | «Love Kills»                                              | Dee Dee Ramone                                      | 1:56     |  |
| 33. | «Ignorance is Bliss»                                      | Joey Ramone, Andy Shernoff                          | 3:11     |  |

### 1992 Sire version (CD)
| N.º | Título                                                                        | Escritor(es)                                        | Duración |  |
| 1.  | «The Good, the Bad and the Ugly»                                              | Ennio Morricone                                     | 1:55     |  |
| 2.  | «Durango 95»                                                                  | Johnny Ramone                                       | 0:47     |  |
| 3.  | «Teenage Lobotomy»                                                            |                                                     | 1:32     |  |
| 4.  | «Psycho Therapy»                                                              | Dee Dee Ramone, Johnny Ramone                       | 2:16     |  |
| 5.  | «Blitzkrieg Bop»                                                              |                                                     | 1:44     |  |
| 6.  | «Do You Remember Rock 'n' Roll Radio?»                                        |                                                     | 2:59     |  |
| 7.  | «I Believe in Miracles»                                                       | Dee Dee Ramone, Daniel Rey                          | 2:51     |  |
| 8.  | «Gimme Gimme Shock Treatment»                                                 |                                                     | 1:18     |  |
| 9.  | «Rock and Roll High School»                                                   |                                                     | 1:49     |  |
| 10. | «I Wanna Be Sedated»                                                          |                                                     | 2:09     |  |
| 11. | «The KKK Took My Baby Away»                                                   | Joey Ramone                                         | 2:41     |  |
| 12. | «I Wanna Live»                                                                | Dee Dee Ramone, Daniel Rey                          | 2:19     |  |
| 13. | «My Brain Is Hanging Upside Down (Bonzo Goes to Bitburg)»                     | Dee Dee Ramone, Jean Beauvoir, Joey Ramone          | 2:52     |  |
| 14. | «Chinese Rocks»                                                               |                                                     | 2:02     |  |
| 15. | «Sheena Is a Punk Rocker»                                                     |                                                     | 1:47     |  |
| 16. | «Rockaway Beach»                                                              |                                                     | 2:03     |  |
| 17. | «Pet Sematary» (Incluye como canción oculta "Carbona Not Glue" (The Ramones)) | Dee Dee Ramone, Daniel Rey                          | 4:16     |  |
| 18. | «Judy Is a Punk»                                                              |                                                     | 1:55     |  |
| 19. | «Mama's Boy»                                                                  | Dee Dee Ramone, Johnny Ramone, Tommy Erdelyi        | 2:08     |  |
| 20. | «Animal Boy»                                                                  | Dee Dee Ramone, Johnny Ramone                       | 1:54     |  |
| 21. | «Wart Hog»                                                                    | Dee Dee Ramone, Johnny Ramone                       | 1:35     |  |
| 22. | «Surfin' Bird»                                                                | Al Frazier, Sonny Harris, Carl White, Turner Wilson | 2:29     |  |
| 23. | «Cretin Hop»                                                                  |                                                     | 1:24     |  |
| 24. | «I Don't Wanna Walk Around With You»                                          |                                                     | 1:11     |  |
| 25. | «Today Your Love, Tomorrow the World»                                         |                                                     | 1:42     |  |
| 26. | «Pinhead»                                                                     |                                                     | 2:39     |  |
| 27. | «Somebody Put Something in My Drink»                                          | Richie Ramone                                       | 2:37     |  |
| 28. | «Beat on the Brat»                                                            |                                                     | 2:14     |  |
| 29. | «Ignorance Is Bliss»                                                          | Joey Ramone, Andy Shernoff                          | 3:31     |  |
| 30. | «I Just Want to Have Something to Do»                                         |                                                     | 2:15     |  |
| 31. | «Havana Affair»                                                               | Dee Dee Ramone, Johnny Ramone                       | 1:21     |  |
| 32. | «I Don't Wanna Go Down To The Basement»                                       | Dee Dee Ramone, Johnny Ramone                       | 2:00     |  |

### 2010 Captain Oi! version (2xCD)
La edición de Captain Oi! contiene todas las canciones de ambas versiones.

#### CD 1
| Disc one |                                        |                                            |          |  |
| N.º      | Título                                 | Escritor(es)                               | Duración |  |
| 1.       | «The Good, the Bad and the Ugly»       | Ennio Morricone                            | 1:49     |  |
| 2.       | «Durango 95»                           | Johnny Ramone                              | 0:48     |  |
| 3.       | «Teenage Lobotomy»                     |                                            | 1:32     |  |
| 4.       | «Psycho Therapy»                       | Dee Dee Ramone, Johnny Ramone              | 1:57     |  |
| 5.       | «Blitzkrieg Bop»                       |                                            | 1:36     |  |
| 6.       | «Do You Remember Rock 'n' Roll Radio?» |                                            | 3:00     |  |
| 7.       | «I Believe In Miracles»                | Dee Dee Ramone, Daniel Rey                 | 2:51     |  |
| 8.       | «Gimme Gimme Shock Treatment»          |                                            | 1:13     |  |
| 9.       | «Rock 'n' Roll High School»            |                                            | 1:51     |  |
| 10.      | «I Wanna Be Sedated»                   |                                            | 2:07     |  |
| 11.      | «The KKK Took My Baby Away»            | Joey Ramone                                | 2:08     |  |
| 12.      | «I Wanna Live»                         | Dee Dee Ramone, Daniel Rey                 | 2:17     |  |
| 13.      | «Bonzo Goes to Bitburg»                | Dee Dee Ramone, Jean Beauvoir, Joey Ramone | 2:51     |  |
| 14.      | «Too Tough To Die»                     | Dee Dee Ramone                             | 2:14     |  |
| 15.      | «Sheena Is a Punk Rocker»              |                                            | 1:46     |  |
| 16.      | «Rockaway Beach»                       |                                            | 1:31     |  |
| 17.      | «Pet Sematary»                         | Dee Dee Ramone, Daniel Rey                 | 2:57     |  |
| 18.      | «Carbona Not Glue»                     |                                            | 1:19     |  |
| 19.      | «Don't Bust My Chops»                  | Dee Dee Ramone, Joey Ramone, Daniel Rey    | 2:18     |  |
| 20.      | «Palisades Park»                       | Chuck Barris                               | 1:53     |  |

#### CD 2
| N.º | Título                                  | Escritor(es)                                        | Duración |  |
| 21. | «Mama's Boy»                            | Dee Dee Ramone, Johnny Ramone, Tommy Erdelyi        | 1:56     |  |
| 22. | «Animal Boy»                            | Dee Dee Ramone, Johnny Ramone                       | 1:58     |  |
| 23. | «Wart Hog»                              | Dee Dee Ramone, Johnny Ramone                       | 1:33     |  |
| 24. | «Surfin' Bird»                          | Al Frazier, Sonny Harris, Carl White, Turner Wilson | 2:33     |  |
| 25. | «Cretin Hop»                            |                                                     | 1:25     |  |
| 26. | «I Don't Wanna Walk Around With You»    |                                                     | 1:12     |  |
| 27. | «Today Your Love, Tomorrow The World»   |                                                     | 1:39     |  |
| 28. | «Pinhead»                               |                                                     | 1:55     |  |
| 29. | «Somebody Put Something in My Drink»    | Richie Ramone                                       | 2:35     |  |
| 30. | «Beat on the Brat»                      |                                                     | 2:13     |  |
| 31. | «Judy Is a Punk»                        |                                                     | 1:07     |  |
| 32. | «Chinese Rocks»                         |                                                     | 2:01     |  |
| 33. | «Love Kills»                            | Dee Dee Ramone                                      | 1:54     |  |
| 34. | «Ignorance Is Bliss»                    | Joey Ramone, Andy Shernoff                          | 2:34     |  |
| 35. | «I Just Wanna Have Something to Do»     |                                                     | 2:16     |  |
| 36. | «Havana Affair»                         | Dee Dee Ramone, Johnny Ramone                       | 1:22     |  |
| 37. | «I Don´t Wanna Go Down To The Basement» | Dee Dee Ramone, Johnny Ramone                       | 2:00     |  |

## Personal
Ramones
- C.J. Ramone — Bajo
- Joey Ramone — Voz
- Johnny Ramone — Guitarra
- Marky Ramone — Batería

Producción
- Hal Belknap
- George Bodnar
- Shannon Carr
- Debbie Harry
- John Heiden
- The Ramones
- Arturo Vega
- Howie Weinberg
- Jeff Wormley
- Adam Yellin

- Datos: Q1114550